# Diocèse de Saint Catharines
Le diocèse de Saint Catharines est un diocèse latin de l'Église catholique situé dans la province ecclésiastique de Toronto en Ontario au Canada.

## Histoire
Le diocèse de Saint Catharines a été érigé le 22 novembre 1958.

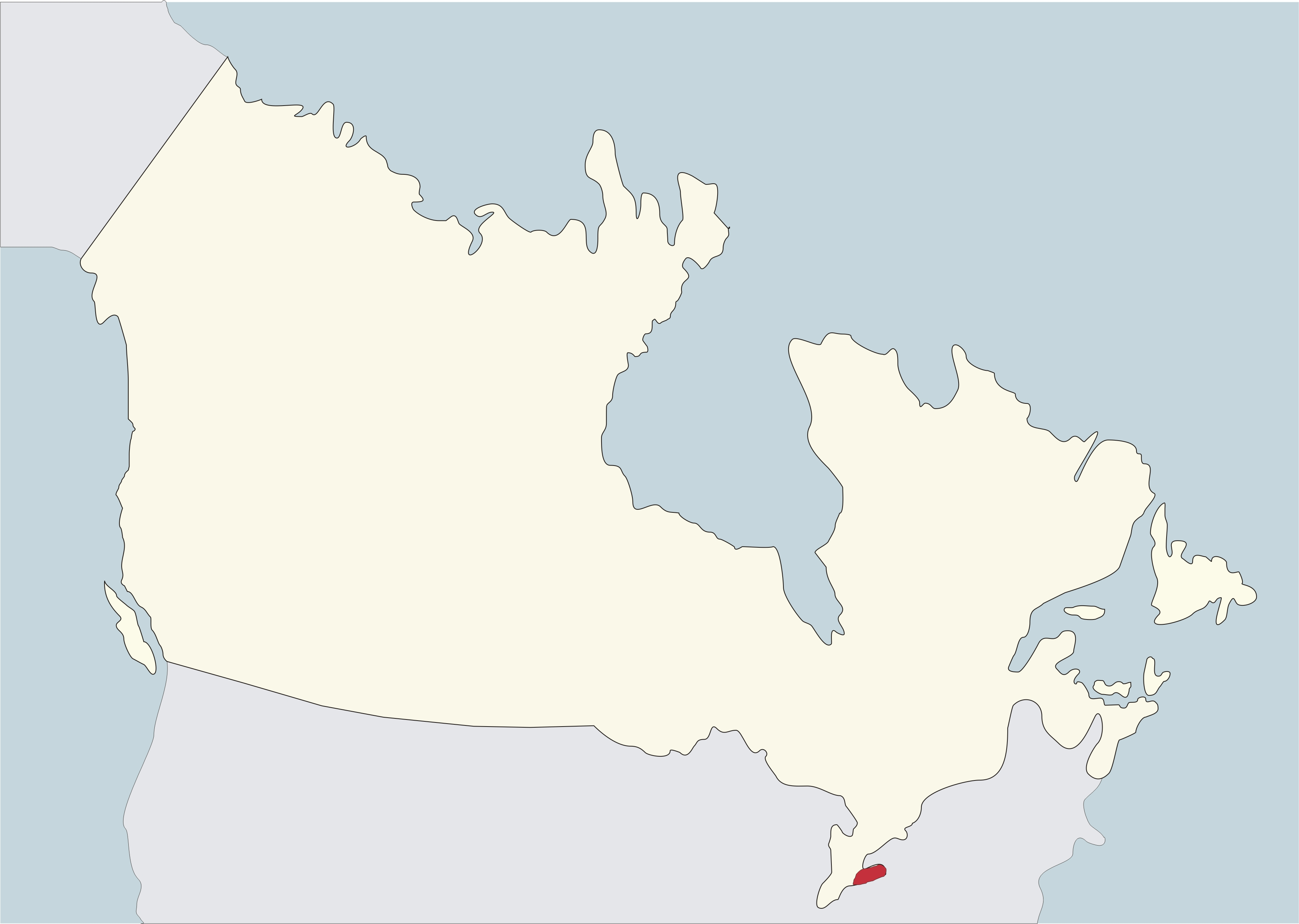
Emplacement du diocèse.

## Ordinaires
- Thomas Joseph McCarthy (1958-1978)
- Thomas Benjamin Fulton (1978-1994)
- John Aloysius O’Mara (en) (1994-2001)
- James Matthew Wingle (de) (2001-2010)
- Gerard Paul Bergie (de) (2010- )